# مالكوم هيلتون
مالكوم هيلتون (2 أغسطس 1928 في المملكة المتحدة - 8 يوليو 1990 في المملكة المتحدة) (بالإنجليزية: Malcolm Hilton)‏ هو لاعب كريكت بريطاني. شارك مع منتخب إنجلترا للكريكت.

## وصلات خارجية
- مالكوم هيلتون على موقع إي آس بي آن كريك إنفو (الإنجليزية)